# Clémence a Ungariei
Clémence a Ungariei sau Clémence d'Anjou (în franceză Clémence de Hongrie; n. 1293 – d. 12 octombrie 1328), a fost regină consort a Franței și Navarei, fiind cea de-a doua soție a regelui Ludovic al X-lea al Franței.

## Biografie

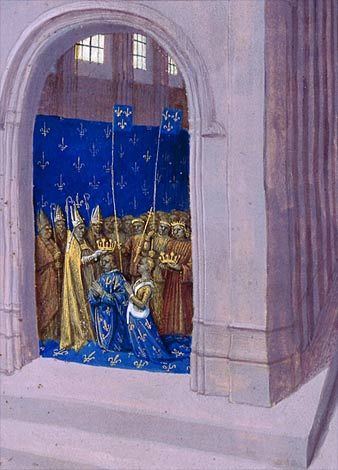
Încoronarea reginei Clémence a Ungariei

Clémence a Ungariei a fost fiica lui Carol Martel de Anjou, rege titular al Ungariei și a soției acestuia, Clemența de Habsburg, fiica lui Rudolf I, împărat al Sfântului Imperiu Roman. Ambii părinți ai Clémencei au murit când ea era mică și a fost crescută de bunica ei, Maria a Ungariei. Clémence a crescut la Neapole unde a folosit titlul de Clémence a Ungariei. Sora tatălui ei era căsătorită cu Carol de Valois, cel de-al doilea fiu al regelui Filip al III-lea al Franței. 
Când regele Filip al IV-lea al Franței a murit, fiul său cel mare, Ludovic al X-lea, a devenit rege al Franței. Soția lui Ludovic, Margareta, a fost închisă în Castelul Gaillard începând din 1314 după ce a fost găsită vinovată de adulter de regele Filip al IV-lea pe baza mărturiei, printre altele, a fiicei lui, Isabela. Deoarece nu a existat o anulare oficială a căsătoriei, din punct de vedere tehnic, Margareta a devenit regină consort a Franței deși era închisă, odată cu ascensiunea regelui Ludovic al X-lea. În 1315 regina a murit ceea ce a permis soțului ei să se căsătorească. 
Ludovic a ales-o pe Clémence și nunta a avut loc la 19 august 1315; încoronarea reginei a avut loc la Reims la 24 august.
Ludovic a murit în iunie 1316 când Clémence era deja însărcinată în câteva luni. Cumnatul ei, Filip, a devenit regent, negând drepturile fiicei vitrege a Clémencei, Ioana, care era prea tânără și a cărei paternitate era îndoielnică. Clémence însăși nu a fost considerată aptă să devină regentă. Regina a născut un fiu numit Ioan în noiembrie 1316. Rege din momentul nașterii el a trăit numai patru zile după care tronul a fost confiscat de unchiul său, care a devenit Filip al V-lea al Franței. Clémence și Filip s-au luptat și el a refuzat să-i plătească veniturile pe care Ludovic i le-a promis. Ea a scris papei Ioan al XXII-lea și familiei ei cerând în mod repetat ajutor.
Clémence a părăsit curtea franceză pentru Aix-en-Provence unde a stat până în 1321 când s-a întors la Paris. A participat activ la viața regală din Paris și a deținut 13 moșii în jurul Parisului și în Normandia. În 1326 a comandat un mormânt efigie pentru străbunicul ei Carol I care a fost fratele regelui Ludovic al IX-lea al Franței.
Clémence a murit la 12 octombrie 1328 la vârsta de 35 de ani.